# Marcel Sabat
Marcel Sabat (ur. 14 lipca 1989 w Kielcach) – polski aktor filmowy, telewizyjny i teatralny, projektant mody, właściciel marki odzieżowej Marcel Sabat Clothes.

## Życiorys

### Wczesne lata
Urodził się i wychowywał w Kielcach, gdzie w latach 1996–2002 uczęszczał do Szkoły Podstawowej nr 12 im. Bohaterów Westerplatte. Już w szkole podstawowej objawiał zdolność rozśmieszania ludzi i występował na szkolnych akademiach. W kieleckim VII Liceum Ogólnokształcącym im. Józefa Piłsudskiego (2005–2008) grał w piłkę nożną, koszykówkę i udzielał się w licealnym kabarecie.
Kiedy zaczął wyczynowo jeździć na rolkach, złamał rękę i założono mu siedem szwów, jego wychowawczyni – nauczycielka historii – szukała alternatywy dla jego sportowych pasji i skierowała jego uwagę na teatr. W latach 2006–2007 był związany z teatrem „Pegaz” działającym w Kieleckim Centrum Kultury i postanowił zdawać do szkoły teatralnej, ale się nie dostał. W latach 2007–2008 występował w Kieleckim Teatrze Tańca. Rok szkolny 2008/2009 spędził w krakowskim studium teatralnym Lart studiO. W końcu rozpoczął studia na Wydziale Aktorskim łódzkiej Państwowej Wyższej Szkoły Filmowej, Telewizyjnej i Teatralnej im. Leona Schillera, którą ukończył w roku 2014.

### Kariera

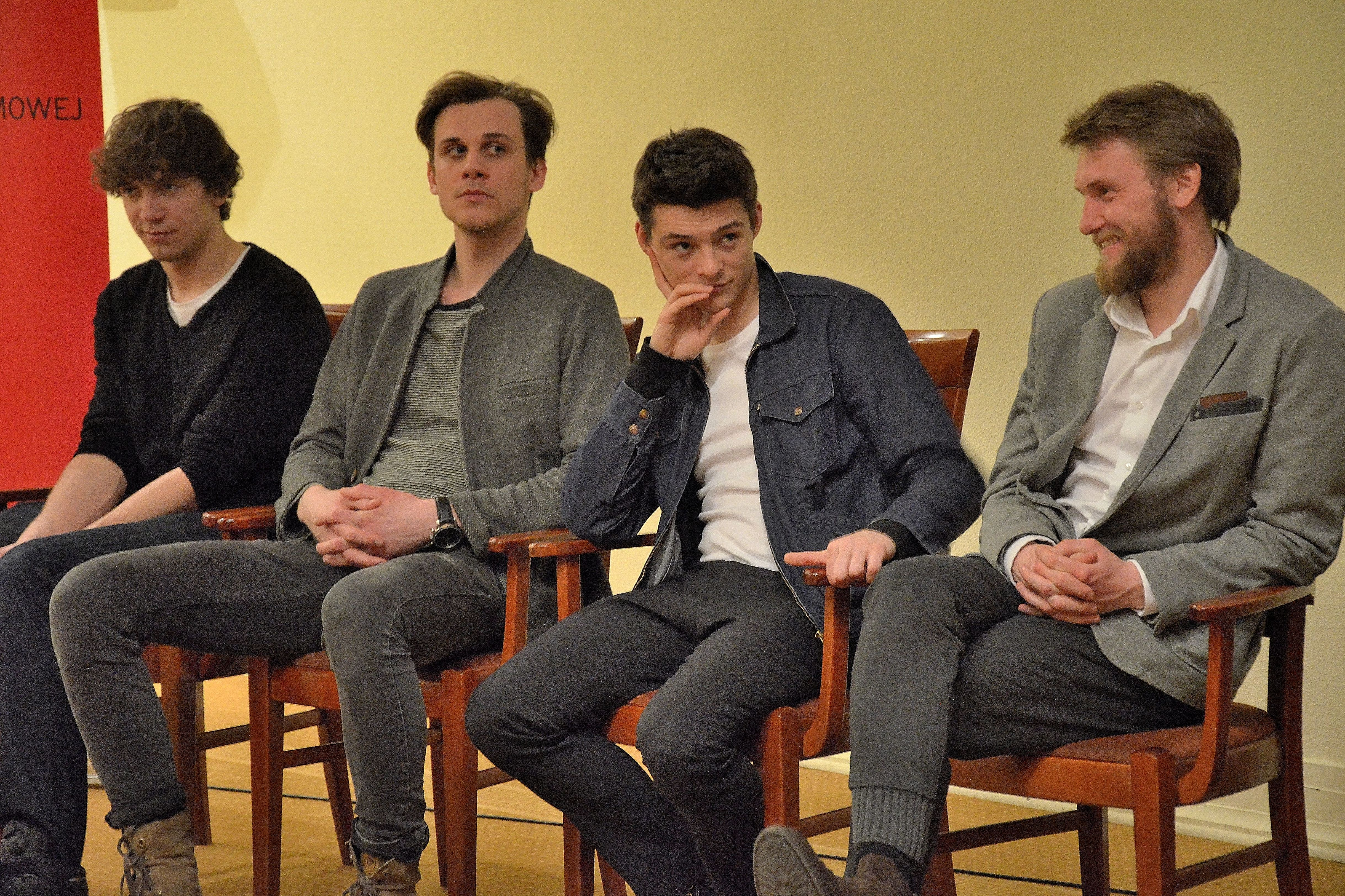
Obsada filmu Kamienie na szaniec. Od lewej: Kamil Szeptycki, Marcel Sabat, Tomasz Ziętek i Karol Górski

Obronił dyplom aktorski dzięki roli Marka w kontrowersyjnym przedstawieniu Shopping & Fucking w reżyserii Grzegorza Wiśniewskiego, za którą w 2013 otrzymał Nagrodę Opus Film na 31. Festiwalu Szkół Teatralnych w Łodzi. Podczas studiów zagrał także w spektaklu dyplomowym Złesny Agaty Dudy-Gracz (Złota Maska, nagroda łódzkich recenzentów dla ludzi teatru, za najlepszą reżyserię w sezonie 2012/2013).
Występował na scenie warszawskiego Teatru Kamienica w sztuce My, dzieci z dworca ZOO autorstwa Christiane F. (premiera: 31 października 2013) w roli Detlefa, chłopaka Christine i komedii Miłość i polityka (15 listopada 2014) w reżyserii Grzegorza Chrapkiewicza jako młodszy asystent ministra sprawiedliwości (w tej roli Emilian Kamiński).
W 2014 zaangażowany został do roli Tadeusza „Zośki” Zawadzkiego, członka Szarych Szeregów, w filmie Kamienie na szaniec, opartym na książce o tym samym tytule. W dramacie historycznym Filipa Bajona Kamerdyner (2018) zagrał postać nazisty Kurta von Kraussa, syna Gerdy (Anna Radwan) i Hermanna (Adam Woronowicz).
Telewidzom najbardziej znany jest z roli Darka, byłego chłopaka Natalii, w serialu obyczajowym TVP2 M jak miłość. Znalazł się też w obsadzie dramatu sensacyjnego Christophera Nolana Tenet (2020) u boku Michaela Caine’a i Roberta Pattinsona. Wystąpił w teledysku do piosenek: „Ogień i lód” Patryka Kumóra (2017) i „Nie chcę Ciebie mniej” Saszan (2018). W 2018 nagrał debiutancki singel „Zapomniany”, do którego muzykę skomponował Marcin Nierubiec. Uczestniczył w ósmej edycji programu rozrywkowego Polsatu Twoja twarz brzmi znajomo (2017).

## Życie prywatne
20 lipca 2019 ożenił się z Natalią Filipczuk.

## Filmografia
- 2011: 1920. Wojna i miłość jako Taśmowy (odc. 8)
- 2012: Nieulotne jako siatkarz, kolega Michała
- 2012: Persistence jako Adam
- 2014–2017: M jak miłość jako Darek Maj, były chłopak Natalii
- 2014: Kamienie na szaniec jako Tadeusz Zawadzki „Zośka”
- 2014: Facet (nie)potrzebny od zaraz jako „Łysy”
- 2014: Wydech jako Szymon
- 2015: Jeśli czytasz te słowa jako Janek
- 2016: Za niebieskimi drzwiami jako tata Łukasza
- 2016: Komisja morderstw jako aspirant Dominik Hertz
- 2016: True Crimes jako student
- 2017: Wyklęty jako agent UB
- 2017: Komisarz Alex jako Waldek (odc. 106)
- 2018: Kamerdyner jako Kurt Von Krauss
- 2018: Serce nie sługa jako Bartek, brat Darii
- 2019: Czarny mercedes jako gen. Ernst "Egon" Graf von Wattenburg-Hutten
- 2019: Ślad jako technik IT laborant Jurek Cichocki
- 2019: Odwróceni. Ojcowie i córki jako Marek Czerski
- 2020: The Wildermere Children jako Berish Lerner
- 2020: Kod genetyczny jako prokurator Kalita
- 2020: Tenet jako wychudzony Rosjanin
- od 2021: Papiery na szczęście jako Mateusz, współpracownik i przyjaciel Adama
- 2023: Przysięga Ireny jako Kruger